# Erik Regtop
Hendrik Jan ("Erik") Regtop (Schoonebeek, 16 februari 1968) is een voetbaltrainer en voormalig profvoetballer uit Nederland. 

## Carrière
Regtop werd op 17-jarige leeftijd als groot talent gehaald door Ajax, maar brak nooit door in het eerste team. In het kader van een samenwerkingsverband maakte Regtop op 19-jarige leeftijd de overstap van Ajax naar eerste divisieclub Telstar.
In Nederland speelde bij verder bij FC Groningen en sc Heerenveen. Hij was een veelscorende aanvallende middenvelder.
Na korte periodes in Engeland en Frankrijk, speelde Regtop bij diverse Oostenrijkse en Zwitserse clubs. Sinds 2002 was hij actief als speler-coach. Zijn eerste club als speler-coach was het Oostenrijkse SC Rheindorf. Deze club heeft hij in vier jaar tijd van de derde naar de hoogste klasse geholpen. Vervolgens had Regtop dezelfde functie bij de Zwitserse clubs FC Altstätten en FC Montlingen. Bij deze laatste club sloot hij in het voorjaar van 2010 zijn actieve voetbalcarrière op 42-jarige leeftijd af. Vanaf medio 2010 tot eind september 2014 was hij trainer van SC Brühl St. Gallen waarmee hij in 2011 promoveerde naar de Zwitserse Challenge League, qua niveau vergelijkbaar met de Nederlandse Jupiler League.
Op 2 juni 2013 maakte Regtop op 45-jarige leeftijd een korte rentree in het profvoetbal. Als coach van SC Brühl St. Gallen stelde hij zichzelf op in een wedstrijd om de beker. Dit deed hij omdat hij door blessures en schorsingen slechts drie voetballers op de bank had zitten waaronder een keeper. In de verlenging zorgde hij ervoor dat de eindstand naar 4-1 werd gebracht door drie maal een assist te geven.
Daarna werd hij techniektrainer bij FC Aarau, hoofdtrainer bij Oostenrijkse FC Rot-Weiß Rankweil en is in 2017 terug in Zwitserland en trainer bij FC Uzwil. Vanaf begin 2018 traint Regtop USV Eschen/Mauren in Liechtenstein in de Zwitserse competitie. In 2020 keerde hij terug bij FC Montlingen.